# Jobst Schlennstedt

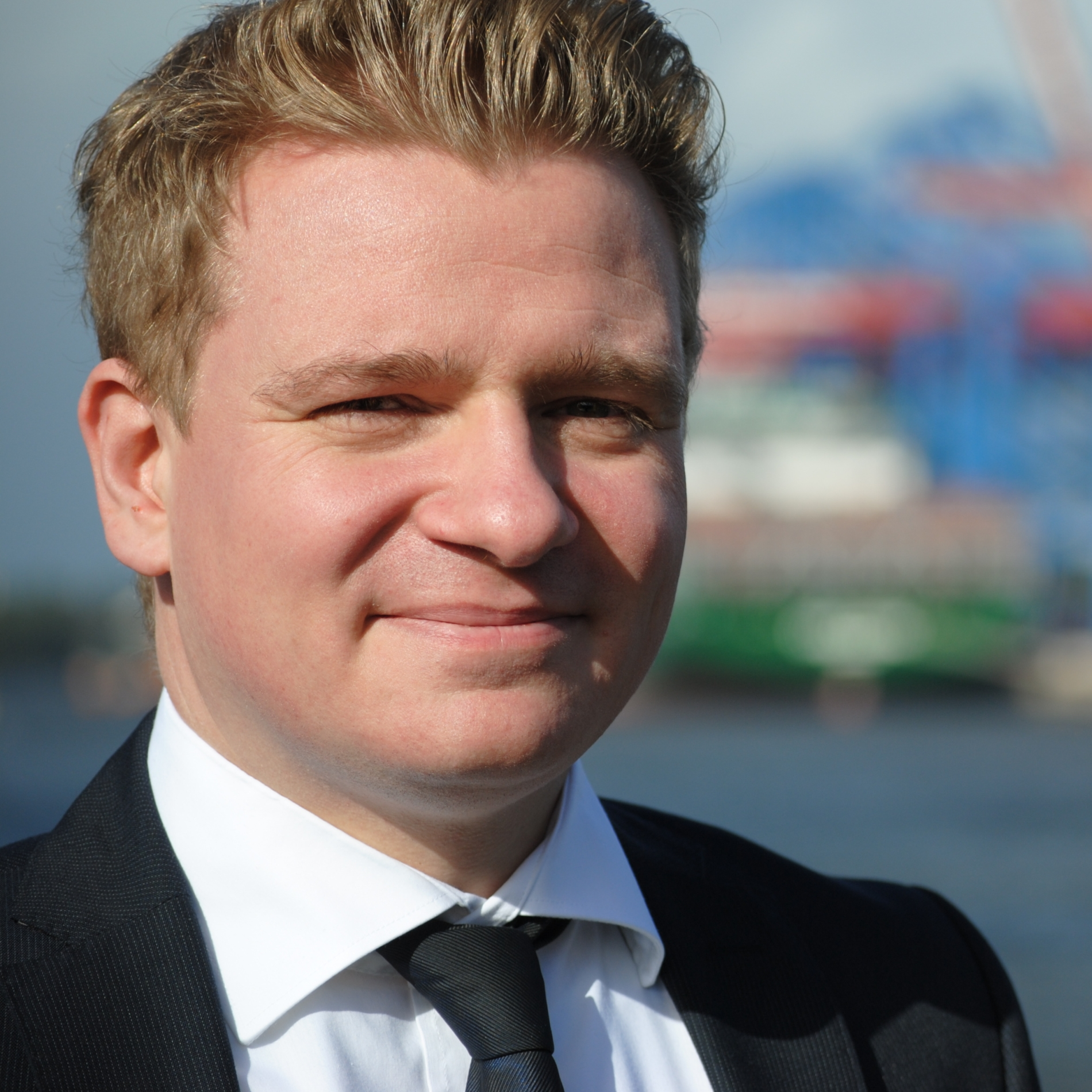
Jobst Schlennstedt

Jobst Schlennstedt (* 6. Oktober 1976 in Herford) ist ein deutscher Schriftsteller, der vorrangig Kriminal- und Reiseliteratur verfasst. Er schreibt auch unter dem Pseudonym Jesper Lund.

## Leben
Nach seinem Abitur studierte er Wirtschaftsgeographie an der Universität Bayreuth. Seit 2004 lebt er in der Hansestadt Lübeck.
Seinen ersten Kriminalroman Linien veröffentlichte er 2006 im Books-on-Demand-Verlag. Mit Rausch folgte 2007 der zweite Band der Reihe um den Lübecker Kommissar Birger Andresen. Auch diesen veröffentlichte er bei Books on Demand. 2008 folgte mit Tödliche Stimmen der Wechsel zu dem Kölner Emons Verlag. Im Jahr 2009 erschien dort auch sein vierter Band der Kriminalreihe um den Lübecker Kommissar Birger Andresen Der Teufel von St. Marien.
2010 erschien im Pendragon Verlag die Schleswig-Holstein-Krimianthologie Morden zwischen den Meeren, bei der Schlennstedt erstmals nicht nur als Autor einer Kurzgeschichte, sondern auch als Herausgeber auftritt. Im Ostwestfalenkrimi Westfalenbräu (2010) ermittelt Kommissar Jan-Hinrich Meyer zu Oldinghaus, den er bereits in der Kurzgeschichte Schatten unter den Linden einführte. 2011 erschien sein Bayreuth-Krimi Tödlicher Abgesang mit den Kommissaren Brunkhorst und Zollinger, außerdem auch sein fünfter Lübeck-Krimi Möwenjagd. Mit 111 Orte an der Ostseeküste, die man gesehen haben muss veröffentlichte er 2011 erstmals einen Reiseführer, in Gemeinschaftsarbeit mit seiner Frau Alexandra.
2012 war Schlennstedt Co-Herausgeber die Schleswig-Holstein-Krimianthologie Schöner morden im Norden im Pendragon Verlag. Außerdem erschien mit Traveblut der sechste Lübeck-Krimi. In der Folge erschienen weitere Folgen seiner Westfalen-, Lübeck- und Küsten-Krimis und der Reihe 111 Orte, die man gesehen haben muss. 2015 erschien mit Küste der Lügen Schlennstedts erster Thriller. 2021 erschienen unter seinem offenen Pseudonym „Jesper Lund“ der Schwedenkrimi Schwedensommer und außerdem Weißer Sand, sein elfter Kriminalroman mit Kommissar Birger Andresen.
Schlennstedt ist Mitglied des Syndikats, einer Vereinigung deutschsprachiger Krimiautoren.

## Veröffentlichungen

### Kriminalromane
- Linien - Ein Birger Andresen Fall. Books on Demand, 2006, ISBN 978-3-8334-5498-1
- Rausch - Andresens zweiter Fall. Books on Demand, 2007, ISBN 978-3-8334-7083-7
- Tödliche Stimmen. Emons Verlag, 2008, ISBN 978-3-89705-561-2
- Der Teufel von St. Marien. Emons Verlag, 2009, ISBN 978-3-89705-624-4
- Westfalenbräu. Emons Verlag, 2010, ISBN 978-3-89705-768-5
- Tödlicher Abgesang. Piper Verlag, 2011, ISBN 978-3-492-25828-9
- Möwenjagd. Emons Verlag, 2011, ISBN 978-3-89705-825-5
- Traveblut. Emons Verlag, 2012, ISBN 978-3-89705-918-4
- Dorfschweigen. Emons Verlag, 2012, ISBN 978-3-89705-996-2
- Küstenblues. Emons Verlag, 2013, ISBN 978-3-95451-110-5
- Todesbucht. Emons Verlag, 2014, ISBN 978-3-95451-299-7
- Spur übers Meer. Emons Verlag, 2014, ISBN 978-3-95451-450-2
- Küste der Lügen. Emons Verlag, 2015, ISBN 978-3-95451-534-9
- Lübeck im Visier. Emons Verlag, 2015, ISBN 978-3-95451-691-9
- #hanseterror. Emons Verlag, 2016, ISBN 978-3-95451-813-5
- Hafenstraße 52. Emons Verlag, 2016, ISBN 978-3-74080-002-4
- Nebelmeer. Emons Verlag, 2017, ISBN 978-3-74080-079-6
- Lübsche Wut. Emons Verlag, 2018, ISBN 978-3-74080-310-0
- Kleine Küstenmorde. Books on Demand, 2019, ISBN 978-3-74810-076-8, Kurzgeschichtensammlung
- Sennegrab. Emons Verlag, 2019, ISBN 978-3-74080-526-5
- Lauerholz. Emons Verlag, 2019, ISBN 978-3-74080-679-8
- Velmerstot. Emons Verlag, 2020, ISBN 978-3-74080-819-8
- Weißer Sand. Emons Verlag, 2021, ISBN 978-3-74081-336-9
- Mord auf Westfälisch. Emons Verlag, 2022, ISBN 978-3-7408-1502-8
- Sturm über der Ostsee. Emons Verlag, 2023, ISBN 978-3-7408-1950-7

als Jesper Lund
- Schwedensommer. Emons Verlag 2021, ISBN 978-3-74081-133-4

### Herausgeberschaft
- Morden zwischen den Meeren – Kleine Verbrechen aus Schleswig-Holstein. Pendragon Verlag, 2010, ISBN 978-3-86532-193-0
- Mörderischer Chiemgau – Kriminelle Geschichten. Pendragon Verlag, 2011, ISBN 978-3-86532-252-4
- Schöner morden im Norden –  Große Verbrechen aus Schleswig-Holstein. Pendragon Verlag, 2012, ISBN 978-3-86532-308-8

### E-Books (ausschließlich)
- kurz und schmerzvoll VOL.1 (2011, Chichili Agency - Satzweiss)
- kurz und schmerzvoll VOL.2 (2012, Chichili Agency - Satzweiss)

### Reiseliteratur (zusammen mit Alexandra Schlennstedt)
- 111 Orte an der Ostseeküste, die man gesehen haben muss. Emons Verlag, 2011, ISBN 978-3-89705-824-8,
- 111 Orte in Ostwestfalen-Lippe, die man gesehen haben muss. Emons Verlag, 2013, ISBN 978-3-95451-109-9
- 111 Orte an der Ostseeküste Mecklenburg-Vorpommerns, die man gesehen haben muss. Emons Verlag, 2014, ISBN 978-3-95451-332-1
- 111 Orte in Lübeck, die man gesehen haben muss. Emons Verlag, 2015, ISBN 978-3-95451-564-6
- 111 Orte in der Lüneburger Heide, die man gesehen haben muss. Emons Verlag, 2016, ISBN 978-3-95451-844-9
- 111 Orte in Bielefeld, die man gesehen haben muss. Emons Verlag, 2017, ISBN 978-3-74080-123-6
- 111 Orte für Kinder in und um Lübeck, die man gesehen haben muss. Emons Verlag, 2020, ISBN 978-3-74080-845-7

### Kurzgeschichten
- Schatten unter den Linden (in der Krimi-Anthologie Mord-Westfalen II, 2009, Pendragon Verlag, ISBN 978-3-86532-139-8)
- Wir lagen vor Travemünde (in der Krimi-Anthologie Morden zwischen den Meeren, 2010, Pendragon Verlag, ISBN 978-3-86532-193-0)
- Simon Strack, 33615 Bielefeld, Germany (in der Anthologie Rätselhaftes Bielefeld - Die Verschwörung, 2010, Pendragon Verlag, ISBN 978-3-86532-193-0)
- Das Gold von Steinwerder (in der Krimi-Anthologie Hamburg blutrot, 2010, Kölnisch-Preußische Lektoratsanstalt, ISBN 978-3-94061-010-2)
- Tajine Fatale (in der Krimi-Anthologie Mördchen fürs Örtchen - Kurzkrimis für Geschäftige, 2011, KBV Verlag, ISBN 978-3-94244-609-9)
- Fabienne (in der Krimi-Anthologie Deichleichen - Friesisch herbe Kurzkrimis vom Jadebusen bis zum Dollart, 2011, KBV Verlag, ISBN 978-3-94244-603-7)
- Der Blitzer (in der Krimi-Anthologie Schöner morden in Ostwestfalen-Lippe, 2011, Pendragon Verlag, ISBN 978-3-86532-276-0)
- Schwanensee (in der Krimi-Anthologie Kältestarre, 2011, Ars Vivendi Verlag, ISBN 978-3-86913-102-3)
- Laura (in der Krimi-Anthologie Schöner morden im Norden, 2012, Pendragon Verlag, ISBN 978-3-86532-308-8)
- Tödlicher Dreh – Die Geschichte von Marco, der Ferres und einem Freizeitpark (in der Krimi-Anthologie Niedertracht in Niedersachsen - Kurzkrimis zwischen Ems und Elbe, 2012, KBV Verlag, ISBN 978-3-94244-624-2)
- Die Muse von Karl Lagerfeld (in der Krimi-Anthologie Muscheln, Möwen, Morde: Eine kriminelle Reise vom Darß bis Fehmarn, 2012, KBV Verlag, ISBN 978-3-94244-662-4)
- Im Sterben gefangen (in der Krimi-Anthologie aufgebockt und abgemurkst, 2012, KBV Verlag, ISBN 978-3-94244-642-6)
- Der Sack (in der Krimi-Anthologie Kriminelle Weihnachten in der Lübecker Bucht und Hansestadt Lübeck, 2013, Windspiel Verlag, ISBN 978-3-94439-904-1)
- Uthlande (in der Krimi-Anthologie Ebbe, Flut und Todeszeiten - Inselkrimis von Borkum bis Sylt, 2014, KBV Verlag, ISBN 978-3-95441-165-8)
- Picassos Pinsel (in der Krimi-Anthologie Strandkorbkrimis Bd. 3 - Lübecker Bucht / Hohwachter Bucht, 2014, Windspiel Verlag, ISBN 978-3-94439-915-7)
- Aufs falsche Zelt gesetzt (in der Krimi-Anthologie chillen, killen, campen - Campingkurzkrimis, 2015, KBV Verlag, ISBN 978-3-95441-224-2)
- Das Schweigen der Dummersdorfer Lämmer (in der Krimi-Anthologie MehrMorde: in der Lübecker Bucht, 2015, Windspiel Verlag, ISBN 978-3-94439-940-9)
- Das letzte große Ding (in der Krimi-Anthologie Kriminelle Weihnachten: auf den Nordseeinseln, 2015, Windspiel Verlag, ISBN 978-3-94439-936-2)
- Die Möwe mit der Pommesgabel (in der Krimi-Anthologie Mörderische Ostsee - Krimineller Reiseführer von Travemünde bis Heiligenhafen, 2017, Windspiel Verlag, ISBN 978-3-944399-54-6)

### Wissenschaftliche Werke
- Wirtschaftsraum Ostsee - Wettbewerbsperspektiven deutscher Ostseefährhäfen unter besonderer Berücksichtigung der Entwicklung im osteuropäischen Markt (2004, Universität Bayreuth, Institut für Geowissenschaften, Arbeitsmaterialien zur Raumordnung und Raumplanung, 213 Seiten)